# Eleccions regionals de Sicília
Les Eleccions regionals de Sicília són convocades per a renovar la composició dels 90 diputats de l'Assemblea Regional Siciliana. La primera elecció es va celebrar el 20 d'abril de 1947 i des d'aleshores es va celebrar una elecció cada quatre anys per sufragi universal directe, però des de 1971 el període d'elecció es va ampliar a cinc anys. Des de 1947 s'ha celebrat les següents eleccions:
- 1947
- 1951
- 1955
- 1959
- 1963
- 1967
- 1971
- 1976
- 1981
- 1986
- 1991
- 1996
- 2001
- 2006
- 2008
- 2012
- 2017